# Distretto di Dębica
Il distretto di Dębica (in polacco powiat dębicki) è un distretto polacco appartenente al voivodato della Precarpazia.

## Geografia antropica

### Suddivisioni amministrative
Il distretto comprende 7 comuni.
- Comuni urbani: Dębica
- Comuni urbano-rurali: Pilzno
- Comuni rurali: Brzostek, Czarna, Dębica, Jodłowa, Żyraków